# Alice Larkin
Pour les articles homonymes, voir Larkin.
 (février 2023).
Alice Larkin est une climatologue britannique. Directrice de l'école d'ingénierie de l'Université de Manchester et professeure de science climatique et de politique énergétique, elle travaille sur les bilans carbone et les émissions cumulées. Elle dirige le projet du consortium Stepping Up Nexus du Engineering and Physical Sciences Research Council (EPSRC),.

## Biographie

### Éducation
Alice Larkin étudie l'astrophysique à l'université de Leeds et obtient son diplôme en 1996. Elle rejoint l'Imperial College London pour ses études supérieures, travaillant sur la modélisation du climat, et termine son doctorat en 2000 sur les effets de la variabilité solaire sur le climat à l'aide de modèles atmosphériques de la troposphère et de la stratosphère, supervisé par Joanna Haigh.

### Carrière et recherche
Passage qui nécessite une réécriture ![style à revoir]

Alice Larkin travaille dans la communication scientifique pendant trois ans après son doctorat. En 2003, elle rejoint le Tyndall Centre travaillant sur les conflits entre le changement climatique et la politique. Elle s'intéresse aux moyens par lesquels la recherche peut éclairer les décisions politiques. Elle devient membre de l'équipe de Manchester, développant l'outil de scénario énergétique ASK en 2005, qui leur a permis de construire des scénarios énergétiques à faible émission de carbone. Elle travaille sur les budgets carbone et les émissions cumulées. Elle participe à la création de la loi de 2008 sur le changement climatique. Elle est nommée chargée de cours en 2008 et devient directrice du Tyndall Centre en 2013. Elle reste membre du conseil du Tyndall Centre. En 2013, elle appele à des stratégies plus radicales pour lutter contre le changement climatique.
Elle est devenue professeure à l'Université de Manchester en 2015. Elle fait partie du University Living Lab. Elle a prononcé un Ted Talk en 2015 intitulé Climate Change is Happening, Here's How We Adapt. L'exposé a examiné la réalité du changement climatique et le sort d'un monde où les nations riches n'assument aucune responsabilité. Il a été décrit comme « le meilleur discours sur les droits de l'homme de l'année » par City Atlas : New Haven. Elle prend également la parole à TEDxYouth@Manchester en 2015 et New Scientist en direct,.
En 2016, Alice Larkin est nommé chercheur de l'année par l'Université de Manchester. Elle s'intéresse aux systèmes énergétiques et au transport international,. Elle fournit un témoin expert au procès des Heathrow 13, des manifestants du groupe de campagne Plane Stupid, qui se sont enchaînés à la piste nord de l'aéroport d'Heathrow pour protester contre l'impact du changement climatique. Elle évite de prendre l'avion car elle pense que les experts du changement climatique devraient servir de modèles pour freiner la croissance de l'aviation. En 2017, elle est nommée directrice de l'école (aujourd'hui département) de génie mécanique, aérospatial et civil (MACE) à l'Université de Manchester, et en 2019 devient directrice de l'école d'ingénierie. Elle parle beaucoup du changement climatique dans les médias grand public. Elle apparait sur le podcast Introductions Necessary. Elle étudie l'impact de l'Accord de Paris pour les grands pays émetteurs.